# Kenny Tete
Kenny Tete (Ámsterdam, 9 de octubre de 1995) es un futbolista neerlandés que juega de defensa en el Fulham F. C. de la Premier League de Inglaterra.

## Clubes
| Club              | País         | Año       |
| ----------------- | ------------ | --------- |
| Jong Ajax         | Países Bajos | 2013-2014 |
| Ajax de Ámsterdam | Países Bajos | 2014-2017 |
| Olympique de Lyon | Francia      | 2017-2020 |
| Fulham F. C.      | Inglaterra   | 2020-     |

## Palmarés

### Títulos nacionales
| Título           | Club              | País         | Año     |
| ---------------- | ----------------- | ------------ | ------- |
| Eredivisie       | Ajax de Ámsterdam | Países Bajos | 2013-14 |
| EFL Championship | Fulham F. C.      | Inglaterra   | 2021-22 |